# مصطفی گرگین‌زاده
مصطفی گرگین‌زاده (زادهٔ ۱۱ دی ۱۳۰۱ – درگذشتهٔ ۱۴ مهر ۱۳۸۸)، نوازندهٔ ترومپت و آهنگساز اهل ایران بود.
او تحصیل کردهٔ نوازندگی در شعبه موزیک نظام نزد سروان ایرانی بود. از سوابق هنری وی می‌توان به کار در رادیو تهران از اوایل دهه ۱۳۳۰ و همکاری با مهدی خالدی و دلکش اشاره کرد. مصطفی گرگین زاده، عموی محمدرضا گرگین‌زاده است. از آثار مشهور او می‌توان از «بردی از یادم» با کلام پرویز خطیبی و «نمی‌ترسی» با کلام اسماعیل نواب صفا نام برد.

## آهنگسازی برای دیگران
| خواننده   | نام ترانه      | ترانه سرا   | آهنگساز          | تنظیم |
| --------- | -------------- | ----------- | ---------------- | ----- |
| جلال همتی | «شراب»         | کریم فکور   | مصطفی گرگین زاده | آرمن  |
| دلکش      | «بردی از یادم» | پرویز خطیبی | مصطفی گرگین زاده |       |